# Calonectria daldiniana
Calonectria daldiniana är en svampart som beskrevs av De Not. 1867. Calonectria daldiniana ingår i släktet Calonectria och familjen Nectriaceae.   Inga underarter finns listade i Catalogue of Life.